# Feyd-Rautha Harkonnen
Feyd-Rautha Harkonnen je jedním z hrdinů knižní science fiction série Duna od spisovatele Franka Herberta. Rovněž vystupuje v sérii tří Předeher k Duně spisovatelské dvojice Brian Herbert a Kevin J. Anderson.

## Osobnost
Feyd-Rautha Harkonnen (10172-10193) byl na-baron (tj. nástupce barona) Harkonnenů, syn Abulurda Harkonnena (jeho plné jméno tedy znělo Feyd-Rautha Rabban-Harkonnen), synovec Vladimira Harkonnena a mladším bratrem „Bestie“ Glossu Rabbana. Poté, co byl adoptován do rodiny Vladimira Harkonnena, přijal přízvisko Harkonnen.
Jeho strýc Vladimir ho učinil svým nástupcem, protože představoval obraz dokonalého Harkonnena – byl krutý, brutální a netrpělivý, na rozdíl od svého bratra Rabbana však také inteligentní a lstivý. Od svého zavalitého strýce a bratra se také lišil fyzicky – měl štíhlou atletickou postavu, tmavé vlnité vlasy a okrouhlou tvář. Byl rovněž skvělým bojovníkem v souboji muž proti muži, ve svých sedmnácti letech zabil při gladiátorských zápasech už svého stého soupeře. I zde se projevovala jeho krutá povaha – protivníky zabíjel pomalu a obecenstvu na nich předváděl druhotné účinky bojových jedů.

## Předehry k Duně
V Předehrách se s Feydem setkáváme pouze okrajově, protože je ještě velmi malý. Dozvídáme se o něm, že byl krátce po svém narození unesen z Lankiveilu svým bratrem, aby jej vychoval baron.

## Duna
Feyd byl favoritem a vybraným nástupcem svého strýce Vladimira. Neměl ho však rád a pohrdal jím (možná kvůli jeho extrémní tloušťce), navenek se k němu ale choval uctivě a podlézavě. Po pozici barona bažil natolik, že se pokusil se na něj spáchat atentát, který se však nezdařil. Vladimir Harkonnen se ho přesto nezbavil, stále ho chtěl za svého nástupce a kdyby jeho plány vyšly, tak dokonce na místo imperátora. Feyd následně musel za trest vlastnoručně zabít všechny ženy ze svého harému a slíbit, že s převzetím moci počká do doby, než to strýc uzná za vhodné. To se mělo stát ve chvíli, kdy jeho bratr přestane být jakožto guvernér Arrakis schopen plnit požadavky Vladimira Harkonna na množství dodávané melanže – Feyd by ho po jeho hrůzovládě vystřídal a byl by vřele přivítán domorodým obyvatelstvem. Imperátor Shaddam IV. navíc neměl mužského potomka, a proto mohl Feyd teoreticky pomýšlet i na tuto pozici. Tyto plány byly překaženy, když imperátor se svými vojsky přiletěl na Arrakis rozdrtit fremenské povstání vedené Paulem „Muad'Dibem“ Atreidem. Zde byl Aliou Atreidovou zabit baron Harkonnen a titul tak přešel na Feyda-Rauthu. Z moci tohoto titulu vyzval Paula Atreida na rituální souboj kanly, kde využíval všechny své dovednosti, předstírání slabosti i slovní útoky. Nakonec se pokusil Paula zabít tajným otráveným bodcem na svém opasku, což mu ale nevyšlo a byl Paulem zabit. Tímto hlavní linie Harkonnenů vymřela po meči.
Feyd-Rautha měl své místo i v genetickém programu Bene Gesseritu, jako plánovaný otec Kwisatze Haderacha. Když však měla Jessica Atreidová neplánovaně syna místo dcery, jež se měla stát jeho družkou, pojistil si Bene Gesserit jeho geny alespoň nemanželskou dcerou s lady Margot Fenringovou.
V románu Paul z Duny se dozvídáme, že tato dcera jménem Marie byla vychována Margot a jejím manželem Hasimirem na Tleilaxu, aby zavraždila Paula Atreida, byla však přemožena a zabita Alií.

## Filmová zpracování
Ve filmu Duna z roku 1984 režiséra Davida Lynche hrál Feyda zpěvák Sting. Styl, jakým byla tato role ztvárněna, je dodnes důvodem debat, neboť mnozí si myslí, že Feyd se zde chová spíše jako maniakální sadista, než člen velkorodu, jiní tuto osobitou interpretaci vítají. V minisériovém zpracování Duny z roku 2000 ho ztvárnil Matt Keeslar. Poslední představitel role je Austin Butler v dvojici filmů režiséra Denise Villeneuvea Duna a Duna: Část druhá z let 2021 a 2024.